# 디지몬 어드벤처 라스트 에볼루션: 인연
"디지몬 어드벤처 라스트 에볼루션: 인연"(일본어: デジモンアドベンチャー LAST EVOLUTION 絆)은 2020년 공개된 일본의 애니메이션 영화이다. 《디지몬 어드벤처》 시리즈 20주년 기념 작품으로 《디지몬 어드벤처 tri.》 후속작이다. 유메타 컴퍼니가 애니메이션 제작을 하였으며, 도에이 애니메이션이 프로덕션을 하였다.

## 출연
- 하나에 나츠키 : 야가미 타이치 역
- 호소야 요시마사 : 이시다 야마토 역
- 미모리 스즈코 : 타케노우치 소라 역
- 타무라 무츠미 : 이즈미 코시로 역
- 요시다 히토미 : 타치카와 미미 역
- 이케다 쥰야 : 키도 죠 역
- 에노키 쥰야 : 타카이시 타케루 역
- M•A•O : 야가미 히카리 역
- 카타야마 후쿠쥬로 : 모토미야 다이스케 역
- 란즈베리 아서 : 이치죠우지 켄 역
- 아사이 아야카 : 이노우에 미야코 역
- 야마야 요시타카 : 히다 이오리 역
- 사카모토 치카 : 아구몬 역
- 야마구치 마유미 : 가브몬 역
- 시게마츠 아토리 : 피요몬 역
- 사쿠라이 타카히로 : 텐토몬 역
- 야마다 키노코 : 팔몬 역
- 타케우치 준코 : 고마몬 역
- 마츠모토 미와 : 파타몬 역
- 토쿠마츠 유카 : 테일몬 역
- 노다 준코 : 브이몬 역
- 타카하시 나오즈미 : 웜몬 역
- 토치카 코이치 : 호크몬 역
- 우라와 메구미 : 아르마디몬 역